# (2393) Suzuki
(2393) Suzuki est un astéroïde de la ceinture principale.

## Description
(2393) Suzuki est un astéroïde de la ceinture principale. Il fut découvert le 17 novembre 1955 à Nice par Marguerite Laugier. Il présente une orbite caractérisée par un demi-grand axe de 3,24 UA, une excentricité de 0,19 et une inclinaison de 10,2° par rapport à l'écliptique.

## Compléments